# Anawa
Anawa – w filozofii śiwaizmu jedna z trzech podstawowych przeszkód (obok karmy i maji) oddzielających duszę od Boga. Termin ten oznacza niewiedzę, polegającą na nieznajomości przez duszę jej prawdziwej, boskiej natury. Anawa przejawia się jako przekonanie duszy o własnej skończoności – utożsamianie się z ciałem, ograniczonym poznaniem oraz wolą – podczas gdy w istocie jest ona czystą świadomością. To złudzenie prowadzi do wykształcenia egoizmu i poczucia odrębności.
Chociaż dusza i świat są różnymi formami Śiwy, to sam Śiwa przekracza swoje stworzenie i nie jest przez nie ograniczony. Dusza nie istnieje niezależnie od Boga – nie jest bytem wiecznym, lecz stworzonym. W końcowej fazie kosmicznego cyklu (mahapralai), wszystkie trzy przeszkody, w tym anawa, zostają usunięte dzięki łasce Śiwy. Dusza przestaje istnieć jako odrębność, osiąga samospełnienie i jednoczy się z boską rzeczywistością, a po rozwiązaniu świata pozostaje wyłącznie Śiwa, aż do kolejnego cyklu stworzenia.